# Indigenous Journalists Association
Die Native American Journalists Association ist ein im US-Bundesstaat Oklahoma ansässiger Verband indianischer Journalisten mit Sitz auf dem Campus der University of Oklahoma in Norman. Der Schwerpunkt der Journalistenvereinigung liegt auf dem Informationsaustausch zwischen indigener Bevölkerung und der übrigen Gesellschaft.
Die Vereinigung sieht ihre Wurzeln in der Gründung der ersten indianischen Zeitung Nordamerikas, des Cherokee Phoenix im Jahr 1828. 1983 versammelten sich 30 indianische Journalisten an der Pennsylvania State University, um zu beraten, wie die Lage der indigenen Medienunternehmen und ihrer Betreiber zu verbessern sei. 1984 verabschiedete eine weitere Versammlung auf dem Gebiet der Choctaw Nation of Oklahoma die Gründung einer landesweiten Organisation, die zunächst den Namen Native American Press Association (NAPA) erhielt. 1990 erhielt die Vereinigung den Namen Native American Journalists Association.
2010 folgte als Präsidentin Rhonda LeValdo ihrem Vorgänger Ronnie Washines im Amt. Derzeitiger Präsident (Stand: 2018) ist Bryan Pollard, 2025 war es Christine Trudeau.